# Ivonne Coll Mendoza
Ivonne Coll (Fajardo, 18 de juny de 1947) és una actriu porto-riquenya. Fou Miss Puerto Rico el 1967 i va competir en Miss Univers el mateix any. Més tard esdevingué actriu, apareixent en pel·lícules com El Padrí II, Escola de joves rebels i sèries de televisió com Switched at Birth i Teen Wolf. El 2014, Coll va protagonitzar l'àvia de la comedia Jane la Verge.
Va néixer a Fajardo on va rebre la seva educació primària i secundària. Fou una estudiant d'honor i es va graduar a l'escola Nuestra Señora del Pilar. Després es va matricular en la Universitat de Puerto Rico on va estudiar Ciències Socials. Coll Va començar la seva carrera com a model de moda. El 1966, va representar Fajardo en Miss Puerto Rico i va guanyar.

## Filmografia

### Pel·lícules
| Year | Title                             | Role              | Notes           |
| ---- | --------------------------------- | ----------------- | --------------- |
| 1974 | The Godfather Part II             | Yolanda           |                 |
| 1985 | La Gran Fiesta                    | Dona Tula         |                 |
| 1989 | Escola de joves rebels            | Mrs. Santos       |                 |
| 1990 | A Killer Among Us                 | Francine Cortez   | Television film |
| 1995 | As Good as Dead                   | Mexican Woman     | Television film |
| 1996 | The Disappearance of Garcia Lorca | Angelina Gonzalez |                 |
| 1997 | The Pest                          | Gladyz            |                 |
| 1997 | Alien Nation: The Udara Legacy    | Officer Wilcox    | Television film |
| 1998 | Strangeland                       | Rose Stravelli    |                 |
| 1999 | Instinct                          | Dr. Marzuez       |                 |
| 1999 | In Too Deep                       | Mrs. Batista      |                 |
| 2000 | Waking the Dead                   | Gisela Higgens    |                 |
| 2000 | Michael Angel                     | Killan's Mother   |                 |
| 2000 | Details                           | Mother            | Short film      |
| 2002 | Scorcher                          | Mayor Salizar     |                 |
| 2004 | Jesus the Driver                  | Marisol           |                 |
| 2006 | Splinter                          | Mom               |                 |
| 2007 | De pura cepa                      | Carmen            | Short film      |
| 2009 | The Night Girl                    | Esperanza         | Short film      |
| 2012 | Hemingway & Gellhorn              | Gypsy Crone       | Television film |
| 2013 | Counterpunch                      | Grandma Daisy     |                 |
| 2014 | Los Scavengers                    | Remi              |                 |
| 2015 | Endgame                           | Abuelita          |                 |

### Televisió
| Year         | Title                          | Role                            | Notes                                                                                 |
| ------------ | ------------------------------ | ------------------------------- | ------------------------------------------------------------------------------------- |
| 1971-1975    | A girl named Ivonne Coll       | Herself                         |                                                                                       |
| 1990         | DEA                            | Mrs. Clemente                   | Series regular, 10 episodes                                                           |
| 1990         | The Flash                      | Carmen Hijuelos                 | Episode: "Child's Play"                                                               |
| 1990         | Gabriel's Fire                 | Dr. Luisa Hernandez / Mrs. Pena | Episodes: "Money Walks" and "Judgements"                                              |
| 1991         | Wings                          | Mooshta                         | Episode: "Duet for Cello and Plane"                                                   |
| 1994         | L.A. Law                       | Judge Leslie Peyton             | Episode: "Silence Is Golden"                                                          |
| 1995         | Chicago Hope                   | Mrs. Ponce                      | Episode: "Wild Cards"                                                                 |
| 1996         | Malibu Shores                  | Mrs. Martinez                   | Episodes: "Cheating Hearts" and "The Competitive Edge"                                |
| 1996-1997    | The Bold and the Beautiful     | Alicia Cortéz                   | Recurring role                                                                        |
| 1997         | Crisis Center                  | Janie Sheppard                  | Episodes: "Where Truth Lies" and "Shots"                                              |
| 1996-1998    | Pacific Blue                   | Rosa Del Toro                   | Recurring role, 3 episodes                                                            |
| 1999         | The Practice                   | Dr. Maria Hernandez             | Episode: "Committed"                                                                  |
| 2000         | NYPD Blue                      | Sonia Lopez                     | Episode: "The Man with Two Right Shoes"                                               |
| 2000         | City of Angels                 | Miss Hernandez                  | Episodes: "Weenis Between Us" and "The High Cost of Living"                           |
| 2001         | The Huntress                   | Nelda Ramos                     | Episode: "Run Ricky Run"                                                              |
| 2001         | Roswell                        | Ms. Ramirez                     | Episodes: "Significant Others" and "To Have and to Hold"                              |
| 2001-2002    | The Division                   | Mrs. Ramirez / Elaine Hunt      | Episodes: "There But for Fortune" and "Secrets, Lies and Weddings"                    |
| 2003         | Judging Amy                    | Nurse Abby Corazon              | Episode: "Judging Eric"                                                               |
| 2003         | Six Feet Under                 | Vanessa's Therapist             | Episode: "Death Works Overtime"                                                       |
| 2003         | Skin                           | Amelia                          | Episodes: "Secrets & Lies" and "Endorsement"                                          |
| 2003         | Joan of Arcadia                | Marlene                         | Recurring role, 3 episodes                                                            |
| 2005         | Without a Trace                | Concebida Hernandez             | Episode: "Neither Rain Nor Sleet"                                                     |
| 2005         | Veronica Mars                  | Knitting Grandmother            | Episode: "One Angry Veronica"                                                         |
| 2006         | Crossing Jordan                | Mrs. Salazar                    | Episode: "Dreamland"                                                                  |
| 2006         | CSI: Crime Scene Investigation | Marsha Kendric                  | Episode: "Poppin' Tags"                                                               |
| 2007         | Dirt                           | Cleaning Lady                   | Episode: "This Is Not Your Father's Hostage Situation"                                |
| 2007         | Herois                         | Nidia                           | Episode: "Chapter Two 'Lizards'"                                                      |
| 2008         | The Young and the Restless     | Rosa Flinn                      | Recurring role                                                                        |
| 2009         | ER                             | Grandmother                     | Episode: "And in the End..."                                                          |
| 2010         | Cold Case                      | Sonia Espinosa                  | Episode: "Bombers"                                                                    |
| 2011-2014    | Switched at Birth              | Adriana Vasquez                 | Recurring role, 28 episodes                                                           |
| 2014         | Teen Wolf                      | Araya Calavera                  | Recurring role, 5 episodes                                                            |
| 2011-2015    | Glee                           | Alma Lopez                      | Recurring role, 3 episodes                                                            |
| 2014—present | Jane the Virgin                | Alba Villanueva                 | Series regular Nominated—Imagen Award for Best Supporting Actress – Television (2015) |